# Кирилівське озеро
Кирилівське озеро — озеро в гряді озер Опечень, третє від дніпровських заток.

## Розташування
Розташоване між Оболонським проспектом і вулицею Добрининською в Оболонському районі Києва. Глибина досягає 12—15 метрів.

## Історія
Сформувалося у 1970-х роках на місці старого русла Почайни. Озеро виникло у зв'язку із будівництвом житлового масиву Оболонь — зокрема роботами з видобутку піску.
Первісно було єдиним цілим із Йорданським озером, при прокладанні наприкінці 1970-х років лінії метрополітену (відкрито лінію 1980 року) між озерами насипано дамбу, під якою прокладено лінію метрополітену.

## Гідрологічні параметри
У озеро впадає річка Сирець та Кирилівський струмок.

## Екологічні проблеми
На озеро здійснюється значний антропогенний вплив (забруднення води через зливостоки, з автостоянок, після атмосферних опадів).
У 2003–2004 рр. проведено дослідження озера, взято проби води, визначено рослинний та тваринний склад водойми.

## Біота
Водяна рослинність представлена очеретом звичайним (росте на основній частині акваторії), рогозом вузьколистим, рогозом широколистим, рогозом лаксмановим, лепешняком великим. Центральна частина озера заросла «плямою», де переважає водопериця колосиста, а також зустрічаються рдесник пронизанолистий, рдесник кучерявий та кушир темно-зелений, а також у невеликий кількості рдесник гребінчастий.
У озері водиться 16 видів риб (коропові, окуневі, іглицеві та бичкові): найбільше карась сріблястий, лящ, окунь, плітка звичайна, краснопірка, головень, лин, пічкур звичайний.

## Історичні та архітектурні пам'ятки
На берегах озера знаходяться Храм ікони Божої Матері "Неопалима Купина"(Українська православна церква Київського патріархату) та Пожежна частина №25. На території пожежної частини з 2004 року працює "Музей історії пожежної техніки міста Києва". Серед експонатів музею – раритетна техніка, яка на сьогоднішній день ще працює. Там також виставлені фотодокументи, де збереглися зображення перших формувань пожежних підрозділів столиці, кінно-механічних драбин, парові машини, і навіть перший пожежний автомобіль, який був зібраний саме київськими майстрами.
На березі озера, поблизу гирла річки Сирець, на мисі правого берега Дніпра, обмеженого з заходу долиною р. Сирець, з півночі — долиною Дніпра розташоване Поселення Сирець-1 (3 тис. р. до н. е.). Поблизу поселення Сирець-1 знаходиться Поселення Сирець-2. Поблизу поселення Сирець-2 знаходиться Поселення Сирець-3, всі 3 тис. р. до н. е.

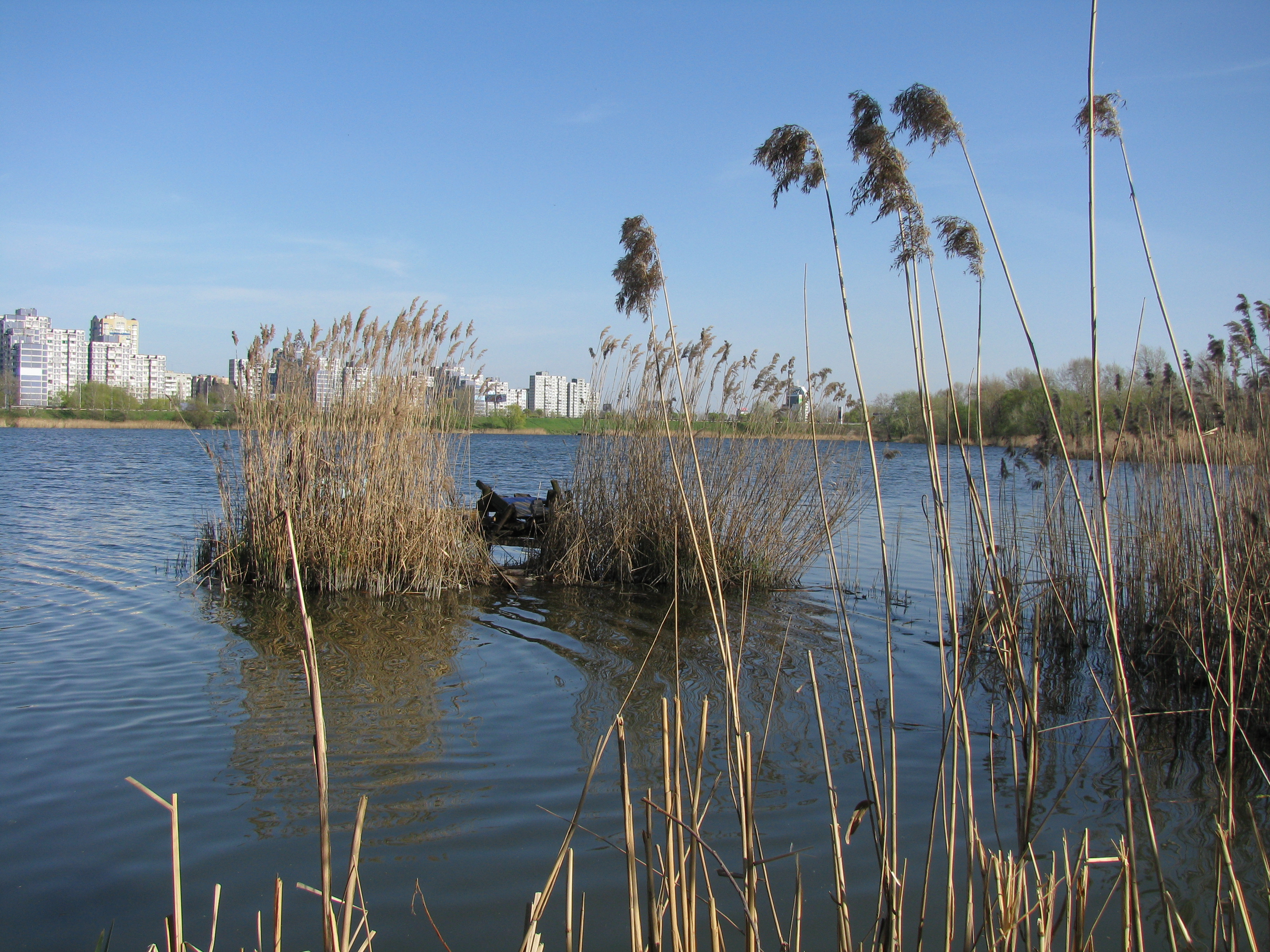
Кирилівське озеро
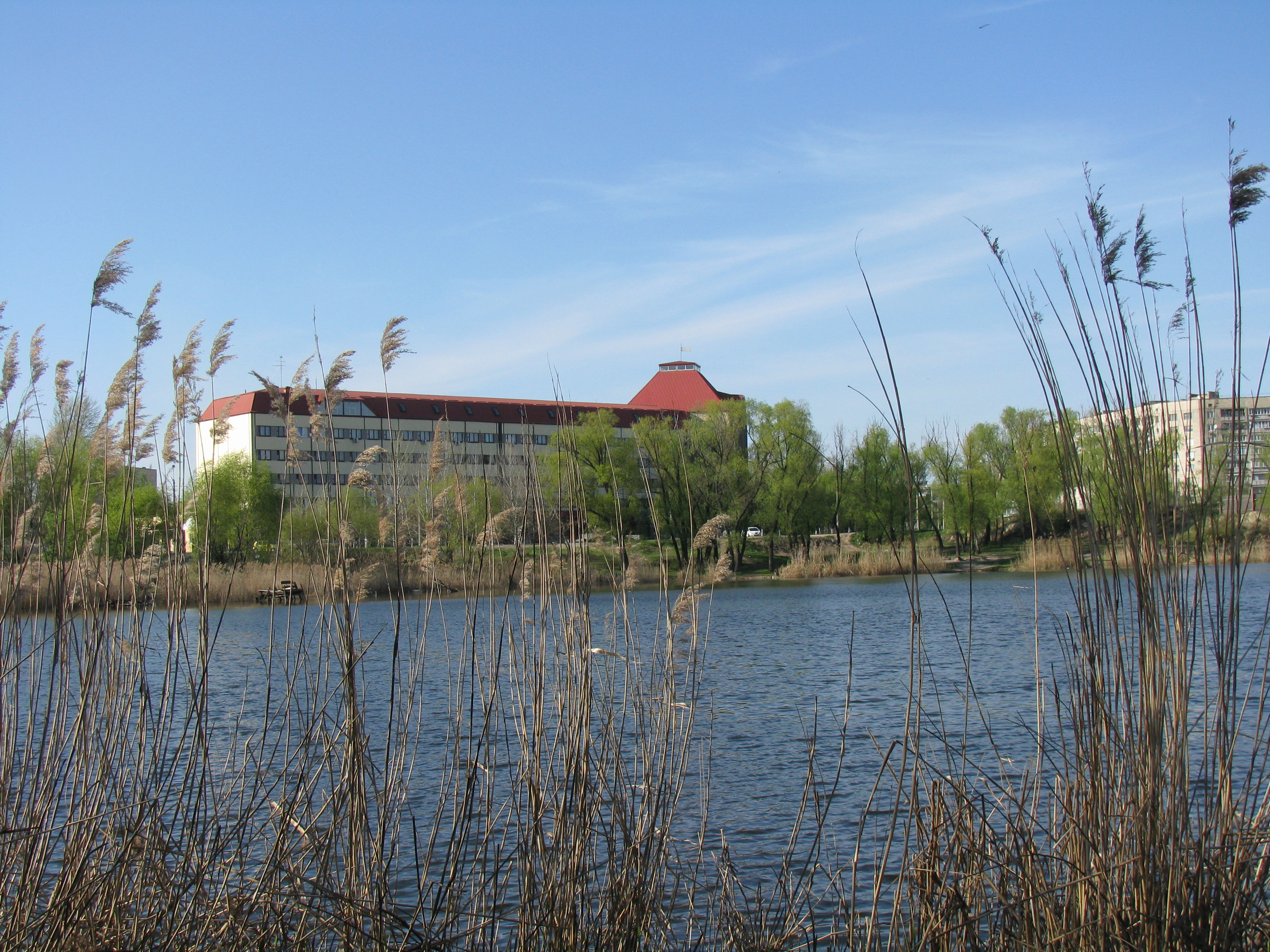
Кирилівське озеро і Пожежна частина № 25 на його березі
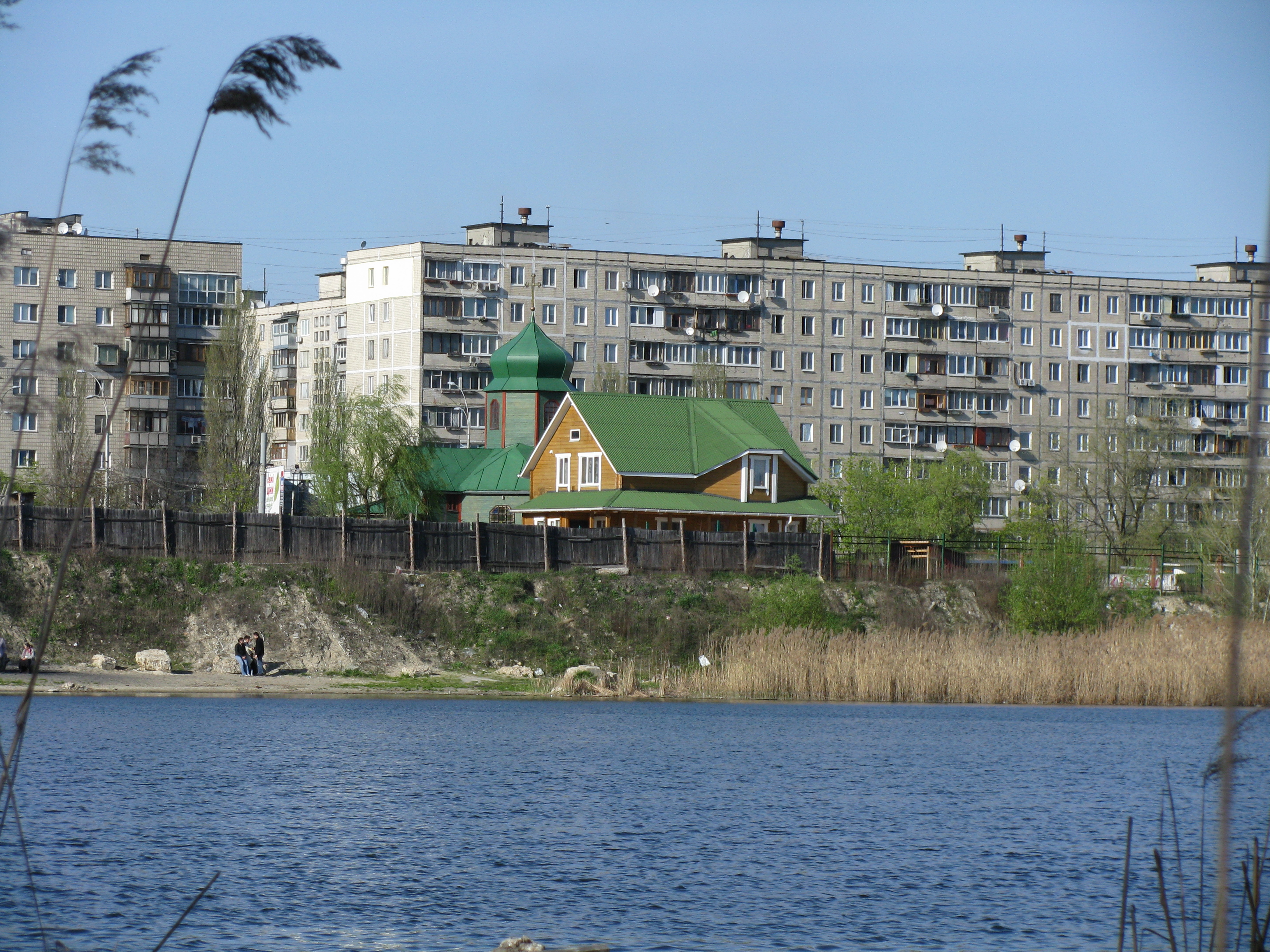
Храм ікони Божої Матері "Неопалима Купина"
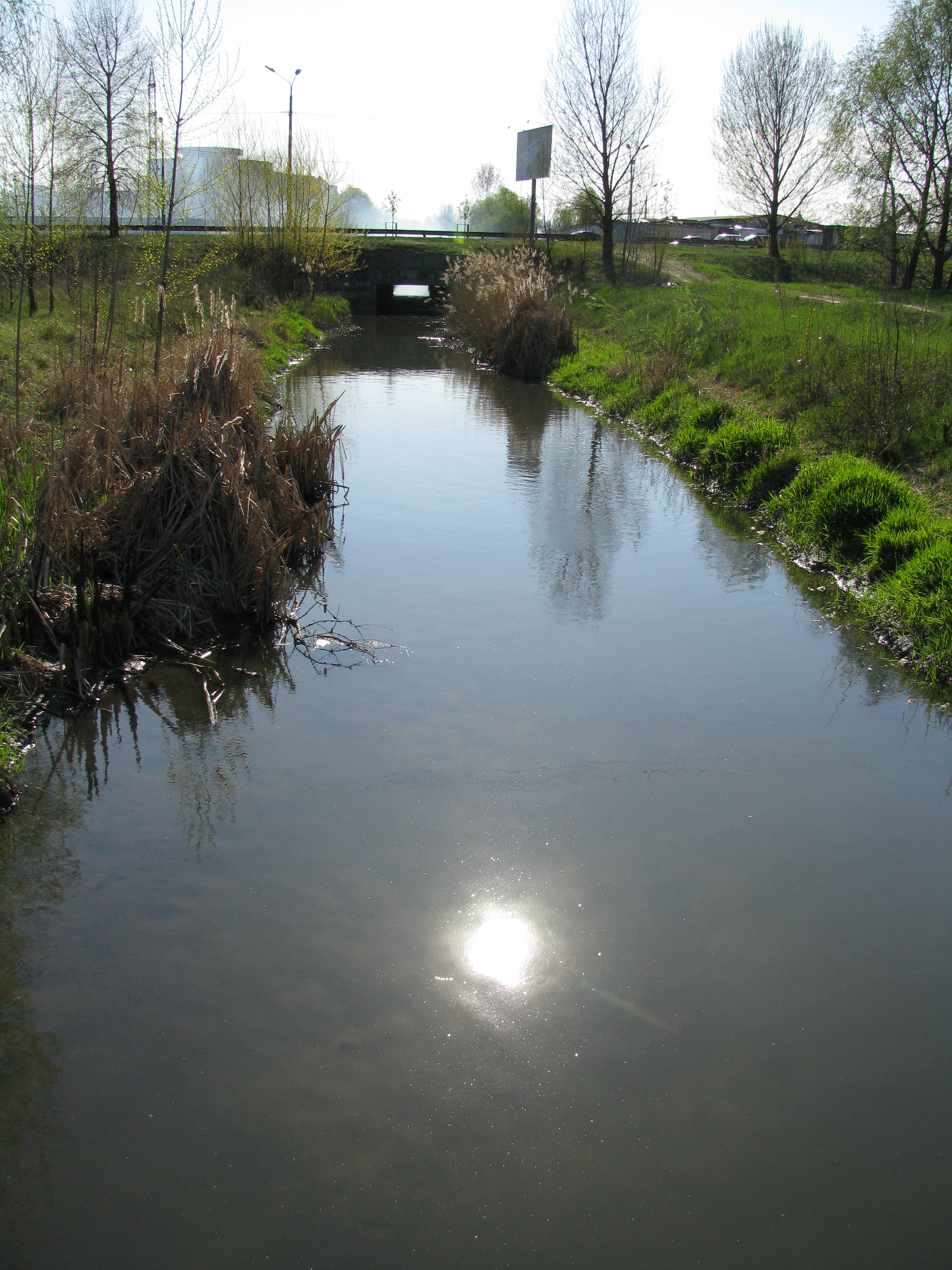
Струмок Сирець перед впадінням в озеро Кирилівське